# P̃

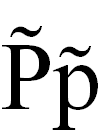
پتیلد

P̃ ، p̃ یکی از نویسه‌واره‌هایالفبای  لاتین است، تشکیل شده از یک P با مدکی برا فراز آن. این نویسه‌واره نشان‌دهندهٔ آوای /k͡p/ و در برخی زبان‌های وانواتو مانند اتافهٔ شمالی، اتافهٔ جنوبی و ماکورا استفاده‌می‌شود. این حرف را نخستین بار مبلغان مسیحی در بیش از صد سال پیش ابداع‌نمودند. در زبان بیسلاما این حرف را اسنِک‌پی به معنای P ِ مار می‌خوانند.